# Жозеф Пуларт
Жозеф Пуларт (нід. Joseph Poelaert, фр. Joseph Poelaert, 21 березня 1817, Брюссель — 3 листопада 1879, Брюссель) — бельгійський архітектор.
Найвідомішими спорудами, зведеними Пулартом, є монументальний брюссельський Палац правосуддя, який на момент свого створення був найвищим будинком бельгійської столиці; церква Церква Діви Марії в брюссельському районі Лакен, що стала також і королівської усипальницею; колона Конгресу, що перевищувала подібну на Вандомській площі в Парижі. Ж. Пуларту було доручено відновлення після пожежі 1855 року оперного театру Ла Монне. Будував різні урядові будівлі.
Помер психічно хворим в одному з брюссельських госпіталів. Похований на Лакенського кладовищі.